# Последовательные файлы
Последовательные файлы — файлы, хранящие информацию в неструктурированном (для поиска и обращения) виде. Поиск в таких файлах осуществляется последовательным считыванием файла с начала и сравнением «всего» с искомым. Так же и обращение к определённому участку файла каждый раз требует «чтения с начала».
Примером последовательных файлов являются текстовые файлы (*.txt)
Последовательные файлы выигрывают у файлов с произвольным доступом по компактности, но проигрывают по скорости доступа. Файлы с последовательным доступом  –  это в основном текстовые файлы, которые можно открывать с помощью текстового редактора. Текстовый файл может содержать коды символов, признак перевода строки  vbCrLf, признак табуляции  vbTab  и признак конца файла. Здесь записи  –  это строки переменной длины, отделенные друг от друга символом перевода строки. Такие файлы обычно создаются приложениями для обработки и хранения текстовой информации (но не числовой).
Файлы с последовательным доступом читаются от начала к концу, поэтому невозможно одновременно и считывать из них данные, и записывать таковые. Обычно информация из текстового файла считывается вся в память и сохраняется вся в файле после окончания работы с ней. Чтобы изменить одну запись файла последовательного доступа, его нужно весь записать заново. Если же приложению требуется частый доступ к данным, хранящимся в некотором файле, следует использовать файлы с произвольным доступом.